# Soluň
Soluň (Tesalonika, (řecky  Θεσσαλονίκη, přepisováno jako Thessaloniki, někdy též Saloniki z tureckého Selânik) je neoficiální metropolí řecké Makedonie, správní středisko oblasti Střední Makedonie a prefektury Soluň. S předměstími zde žije přes jeden milion obyvatel a je druhým největším řeckým městem. Několik staveb ve městě z období raného křesťanství a Byzantské říše je od roku 1988 zapsáno na seznamu světového kulturního dědictví UNESCO.

## Geografická poloha
Soluň se nachází na Balkánském poloostrově v kraji Makedonie. Na západě poloostrova Chalkidiki v Soluňském zálivu. Vzniklo v deltě řek Vardar a Aliákmon. Město se nachází v malé nížině, která je obklopena horami, které je přirozeně chránily. Hluboký záliv poskytoval výborné podmínky pro přístav. Město mělo díky své poloze velký strategický význam.

## Historie

### Období Řecka a Říma

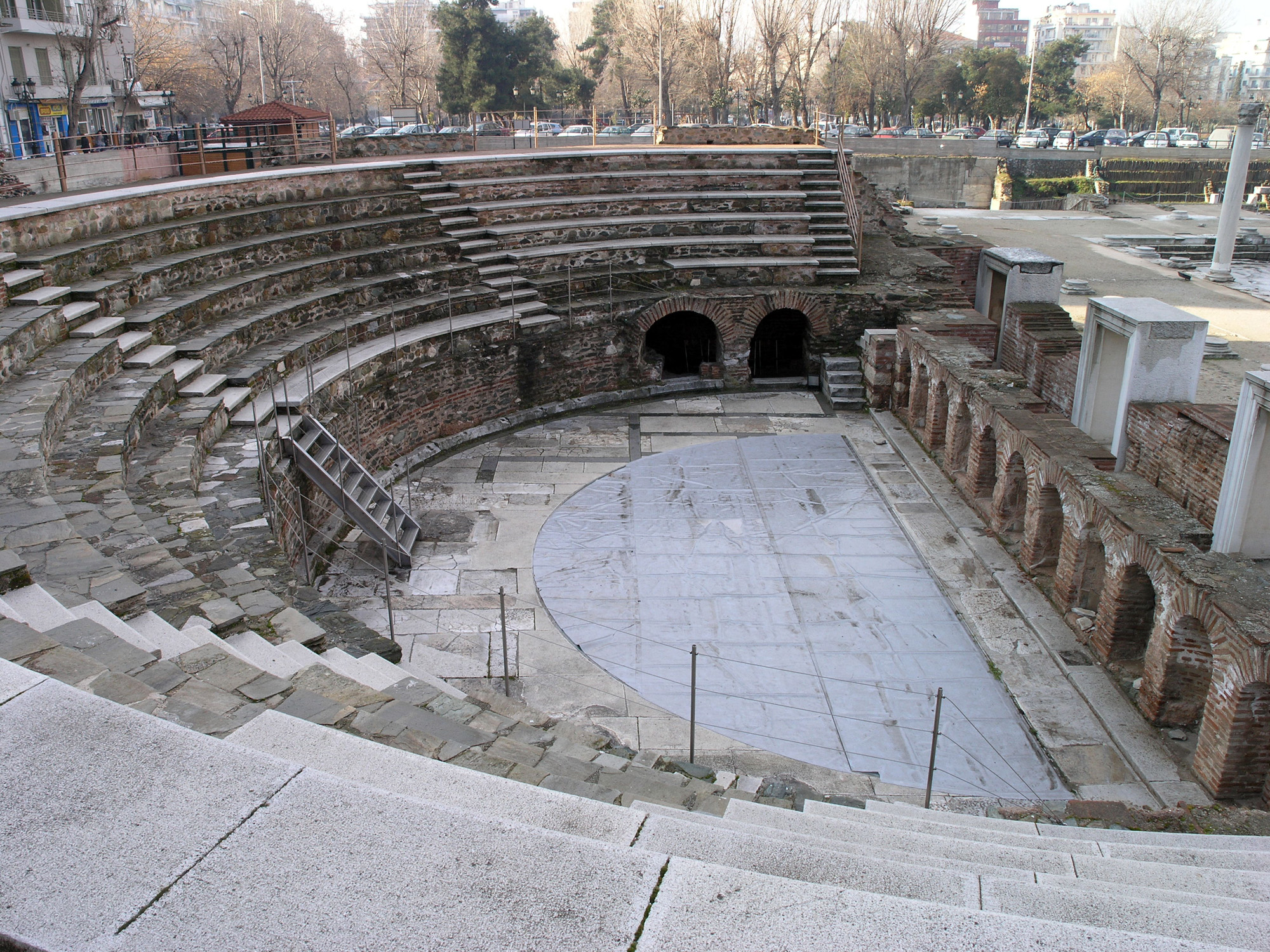
Antické divadlo

Nejstarší osídlení těchto míst spadá do posledního tisíciletí př. n. l. Město založil v roce 312 př. n. l. Kassandros, král Makedonský, nedaleko dnes historického města Therma. Pojmenoval jej po své manželce Thessalonice, sestře Alexandra Velikého. Město rychle rostlo, v druhém století př. n. l. již byly vybudovány hradby. Soluň byla centrem v té době autonomní makedonské provincie se svým parlamentem (Εκκλησία του Δήμου). Po pádu Makedonské říše v roce 146 př. n. l. se město stalo součástí Římské říše, na důležité spojnici mezi Římem, Dyrrhaciem (dnešní Dračí v Albánii) a Konstantinopolí. Přesto mu zůstaly všechny výsady z dob Makedonského království – Soluň totiž stále byla správním městem jedné ze čtyř římských částí Makedonie, pod správou prétora, který v ní sídlil. V této době byl vybudován také přístav (Σκαπτός Λιμήν), jehož části se dochovaly dodnes. V roce 55 př. n. l. byla vybudována Akropolis, která měla město chránit před Thráckými nájezdy, které nedlouho předtím město vážně poškodily. V časech po přelomu letopočtu tu existovala početná židovská komunita a začali se tu objevovat i první křesťané. Při své misii zde svatý Pavel založil první církevní sbor, avšak zanedlouho musel město opustit, právě kvůli rozepřím s početnou již zmíněnou židovskou komunitou. Až roku 306 přijala Soluň svého patrona, svatého Demetria.

### Byzantské a osmanské období

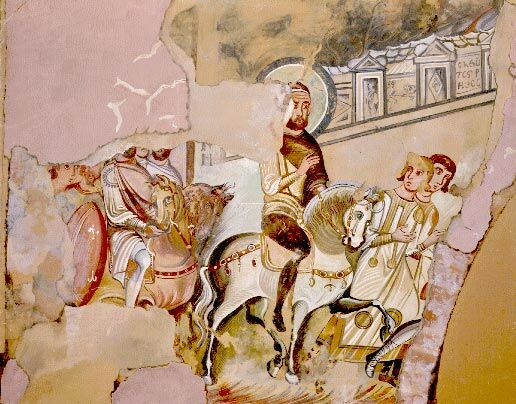
Freska z 8. století v kostele Hagios Demetrios. Příjezd císaře, zřejmě Justiniána II., do města

Po rozdělení římské říše na východní a západní význam Soluně, která byla jedním z největších východořímských měst, vzrostl. Od konce 6. století byl však Balkán vystaven ničivým barbarským nájezdům (Slované, Avaři), v roce 620 postihlo město zničující zemětřesení, které zdevastovalo mnoho budov, většinou veřejných. Roku 586 oblehli Avaři zřejmě společně se Slovany Soluň poprvé, ale město bylo chráněno masívním opevněním a náporu útočníků odolalo. Obležení se pak ještě několikrát opakovalo, například v letech 675–681 se ji Slované neúspěšně pokusili dobýt celkem čtyřikrát. V té době byla již Soluň druhým největším městem byzantské říše (po ztrátě Antiochie a Alexandrie). Roku 826/7 resp. 813 (nebo 815) se zde narodili slovanští věrozvěstové Cyril a Metoděj. Roku 904 vyplundrovali město Arabové, odvezli z něj bohatou kořist a odvlekli na třicet tisíc zajatců.
Byzantská Soluň se postupně stala prosperujícím městem, významnou obchodní křižovatkou i centrem tehdejší učenosti. Roku 1185 byla dobyta jihoitalskými Normany, kteří se pokoušeli zmocnit byzantských držav na Balkáně. Po vzniku latinského císařství v roce 1204 se Soluně a části Makedonie a Thessálie zmocnil protikandidát Balduina Flanderského na císařský trůn Bonifác z Montferratu a založil zde soluňské království. To však existovalo pouze do roku 1224, kdy ho na synovi Bonifáce z Montferratu Demetriovi dobyl epeirský despota Theodoros Angelos, jeden z byzantských exilových vládců, a nechal se korunovat císařem Římanů. Později se Soluň oddělila od epeirského despotátu a roku 1246 se stala součástí nikájského císařství a po roce 1261 obnovené byzantské říše. V době občanské války vypuklo v letech 1342–1349 tzv. povstání zélótů, rozsáhlé sociální hnutí, vyvolané složitými poměry v tehdejší Byzanci. Ve druhé polovině 14. století bylo byzantské území silně okleštěno osmanskými Turky. Soluň byla jednou z mála držav, které zůstaly císaři, ale již roku 1387 a znovu 1384 se jí dočasně zmocnili Osmani.
Roku 1430 bylo město definitivně dobyto osmanským sultánem Muradem II. a přejmenováno na Selânik, a vydrželo v tureckých rukou až do roku 1912 – téměř 500 let. V roce 1901 byl vystavěn moderní přístav. Bylo zde také centrum hnutí Mladoturků, navíc se zde v roce 1881 narodil pozdější prezident Turecké republiky Mustafa Kemal Atatürk. Právě v této době byla Soluň značně multikulturním městem. Jak uvádí Ottův slovník naučný, žilo zde v r. 1900 téměř 118 000 obyvatel, z toho na 55 000 Židů, 26 000 Turků, 16 000 Řeků, 10 000 Bulharů, 2 500 Romů, a dále Albánci, Srbové, Francouzi, Italové aj. Podíl židovské komunity v Soluni byl vysoký už od kolce 15. stol. (imigrace z Iberského poloostrova), a tak byl podíl židovského obyvatelstva od té doby až do zač. 20. stol. přes 50 % ( v r. 1519 to bylo 56 %, v r. 1613 68%, v r. 1842 51 %, od 2. pol. 60. do 90. let 19. stol. to bylo 56 % a na začátku 20. stol. 49 %). Teprve s nástupem druhé balkánské války, respektive v průběhu první světové války, klesl podíl Židů pod 40 %, ovšem pouze z důvodu nárůstu nežidovského (především řeckého) obyvatelstva. Skutečnou ranou byla až druhá světová válka, po které se podíl židovského obyvatelstva radikálně snížil a v roce 2000 zde žilo už jen 1000 obyvatel hlásících se k židovství.

### Moderní období

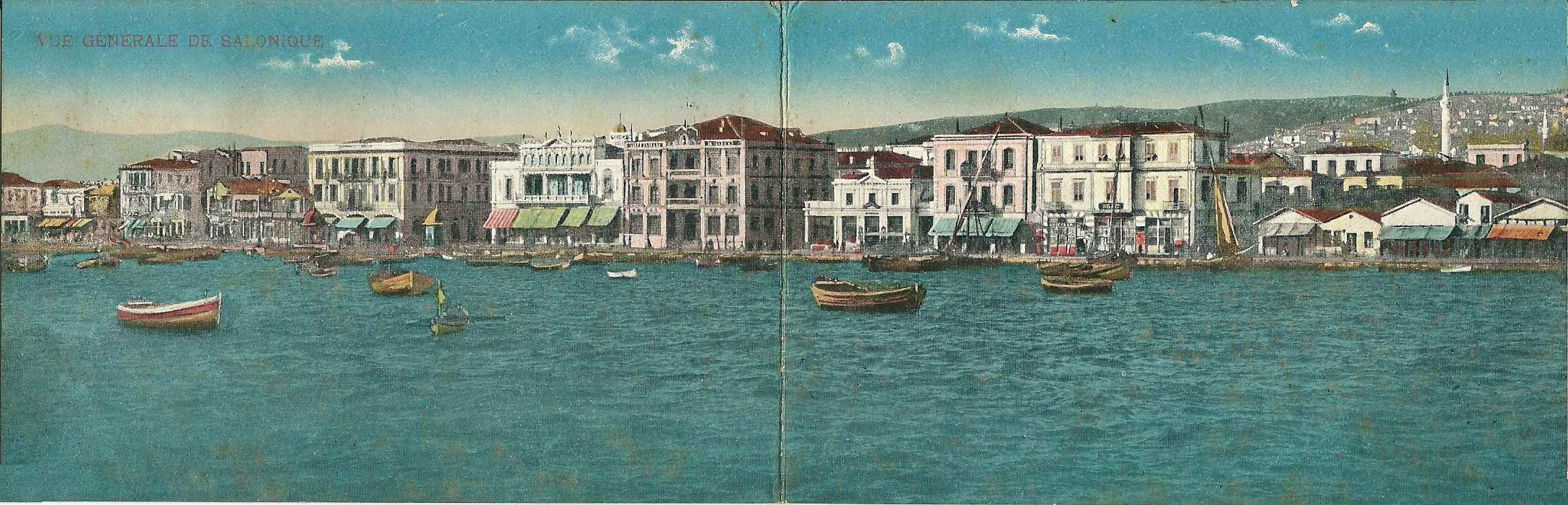
Přístaviště v Soluni v roce 1917

V první balkánské válce roku 1912 byla Soluň obsazena řeckými vojsky, po vypuknutí první světové války zde došlo v roce 1915 k vylodění jednotek Dohody. Ještě před podepsáním míru, roku 1917, byla celá zničena požárem, jehož příčina není dodnes objasněna. Francouzský architekt Ernest Hebrard Soluň přestavěl, což vedlo ke ztrátě jejího orientálního, tureckého rázu a jejímu architektonickému návratu Evropy. Po válce kromě této obnovy došlo i k ohromnému stěhování obyvatelstva, často se mu také říkalo „hlavní město uprchlíků“; byli sem přesídleni Řekové ze západní Anatolie, kdežto Židé naopak odešli do Palestiny nebo do USA. Krátce po vzniku Jugoslávie tu vzniklo Jugoslávské pásmo svobodného obchodu jako výsledek jejích snah o anexi oblasti. Za druhé světové války byla Soluň v letech 1941–1944 obsazena německými vojsky. Okupace zničila poslední zbytky židovské komunity, zůstalo jen necelých 1000 židů. Po válce bylo město rychle obnoveno, v roce 1978 je ale opět poškodilo zemětřesení. Roku 1997 byla Soluň vyhlášena Evropským městem kultury.

## Výroba
V Soluni se vyrábí ocel, chemické výrobky a stavební materiály.

## Doprava
Díky přístavu a svojí poloze je její význam veliký pro celou jihovýchodní Evropu, hlavně pro země bývalé Jugoslávie a Bulharsko. V 70. letech byla zprovozněna první dálnice, dnes je zde velká dálniční křižovatka. V Soluni je mezinárodní letiště, které mimo jiné obsluhuje i pravidelnou linku z/do Prahy. V roce 2024 bylo do provozu uvedeno metro.

## Památky
- Antické divadlo - amfiteátr
- Galeriův triumfální oblouk
- Bílá věž- emblém města

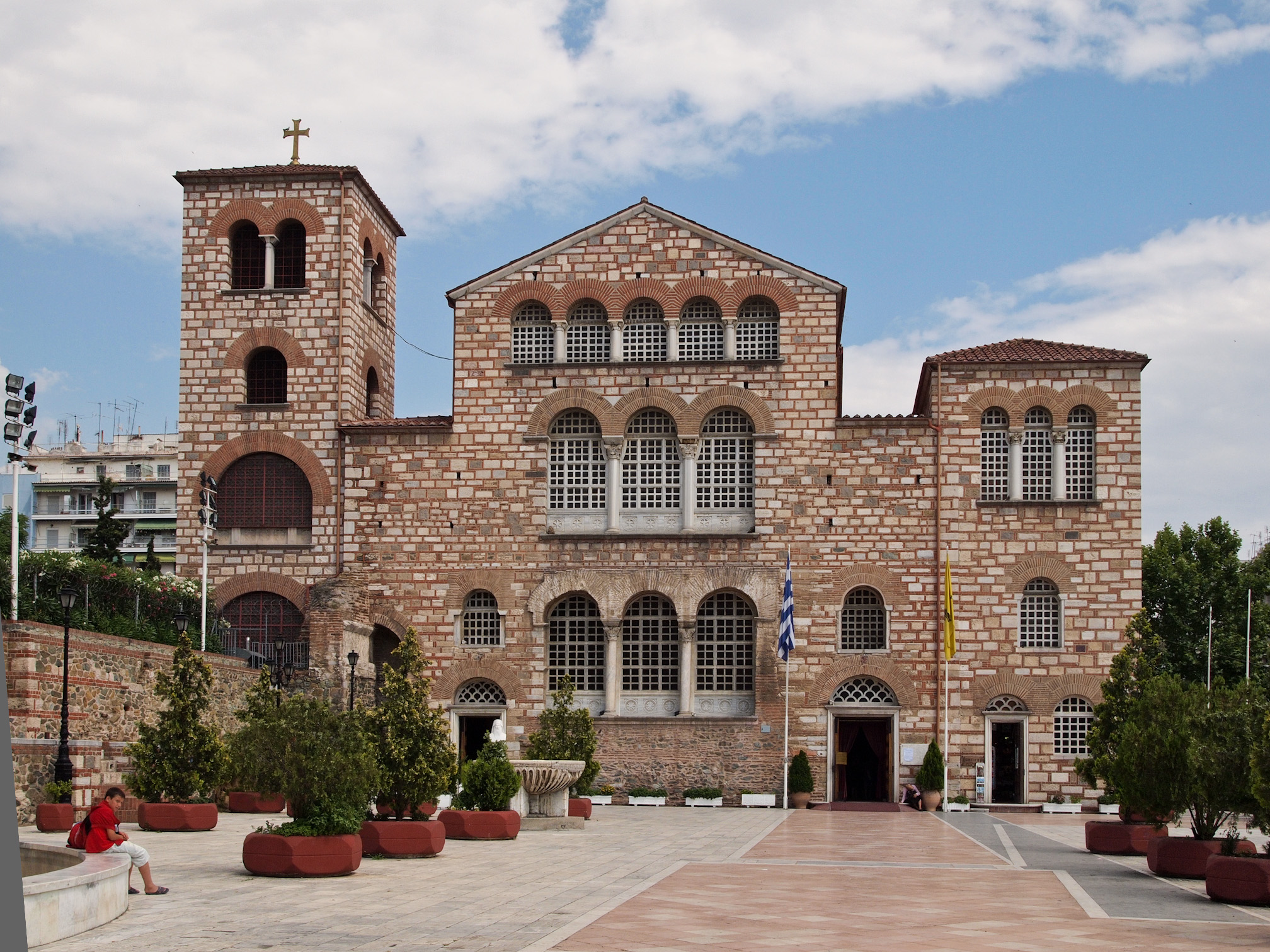
Bazilika svatého Demetria

- Bazilika svatého Demetria s hrobem světce ze 4. století, přestavěná po osmanských útocích a po zemětřesení
- Rotunda sv. Jiří
- Chrám Acheiropoiétos
- Chrám Panagia chalkeon
- Chrám Dvanácti apoštolů
- Byzantské hradby
- Turecké lázně Bey Hamam
- Mešita Alaca Imaret

## Sport
Ve městě sídlí multisportovní (především fotbalové a basketbalové) kluby PAOK, Aris a Iraklis.

## Partnerská města
- Alexandrie, Egypt, od 12. července 1993
- Boloňa, Itálie, od 20. října 1984
- Bratislava, Slovensko, 23. duben 1986
- Kolín nad Rýnem, Německo, 3. května 1988
- Constanţa, Rumunsko, 5. července 1988
- Hartford, Connecticut, USA, 5. březen 1962
- Kalkata, Indie, 1. leden 2005
- Korçë, Albánie, 14. říjen 2005
- Lipsko, Německo, 17. října 1984
- Limassol, Kypr, 30. červen 1984
- Melbourne, Austrálie, 19. březen 1984
- Nice, Francie, 20. březen 1992
- Plovdiv, Bulharsko, 27. únor 1984
- San Francisco, Kalifornie, USA, 6. srpna 1990
- Tel Aviv, Izrael, 24. listopad 1994
- Tchien-ťin, Čína, 4. březen 2002
- Tung-kuan, Čína, 24. října 2008
- Bergen, Norsko, 24. října 2008

## Galerie

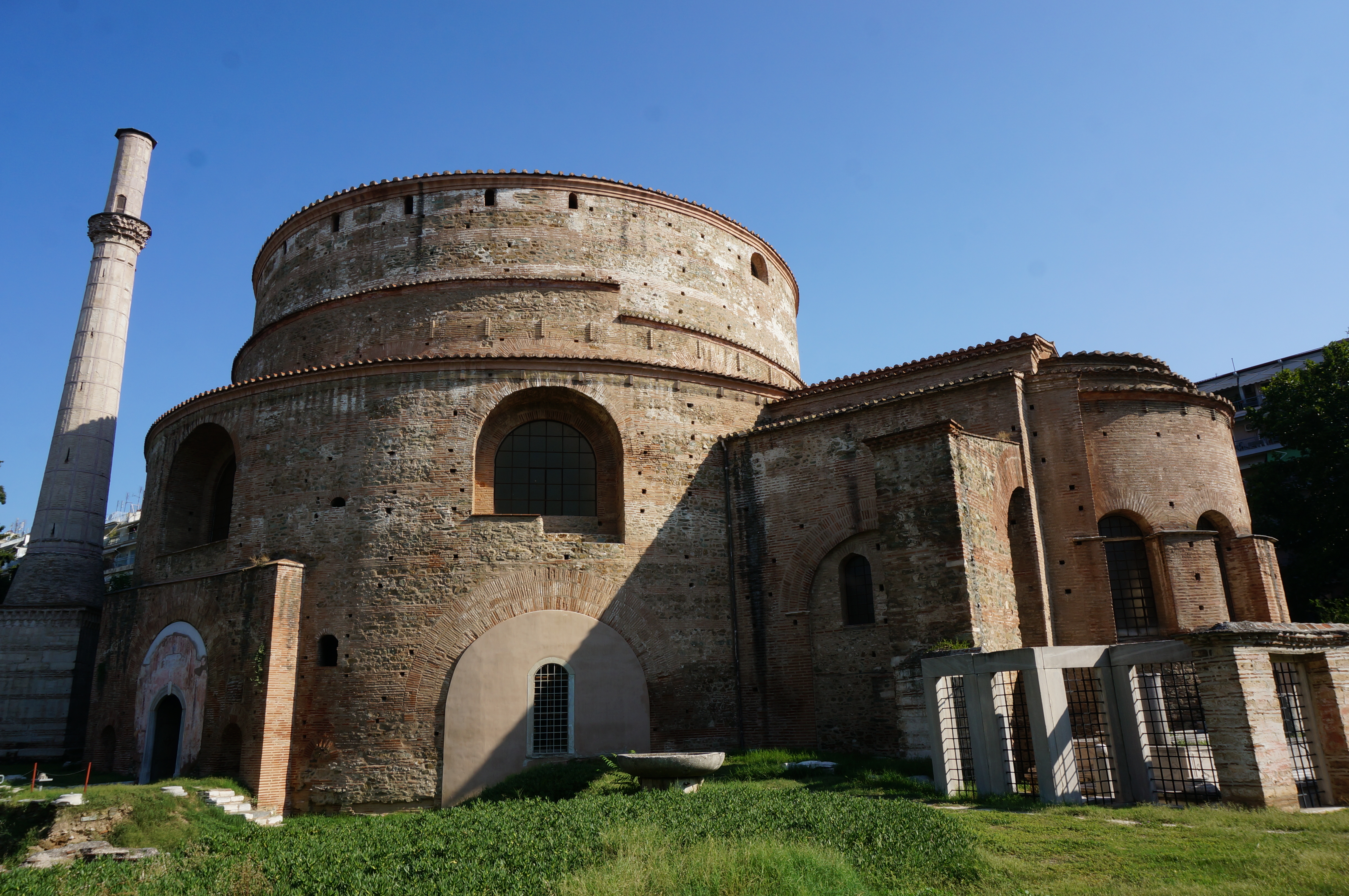
Rotunda sv. Jiří
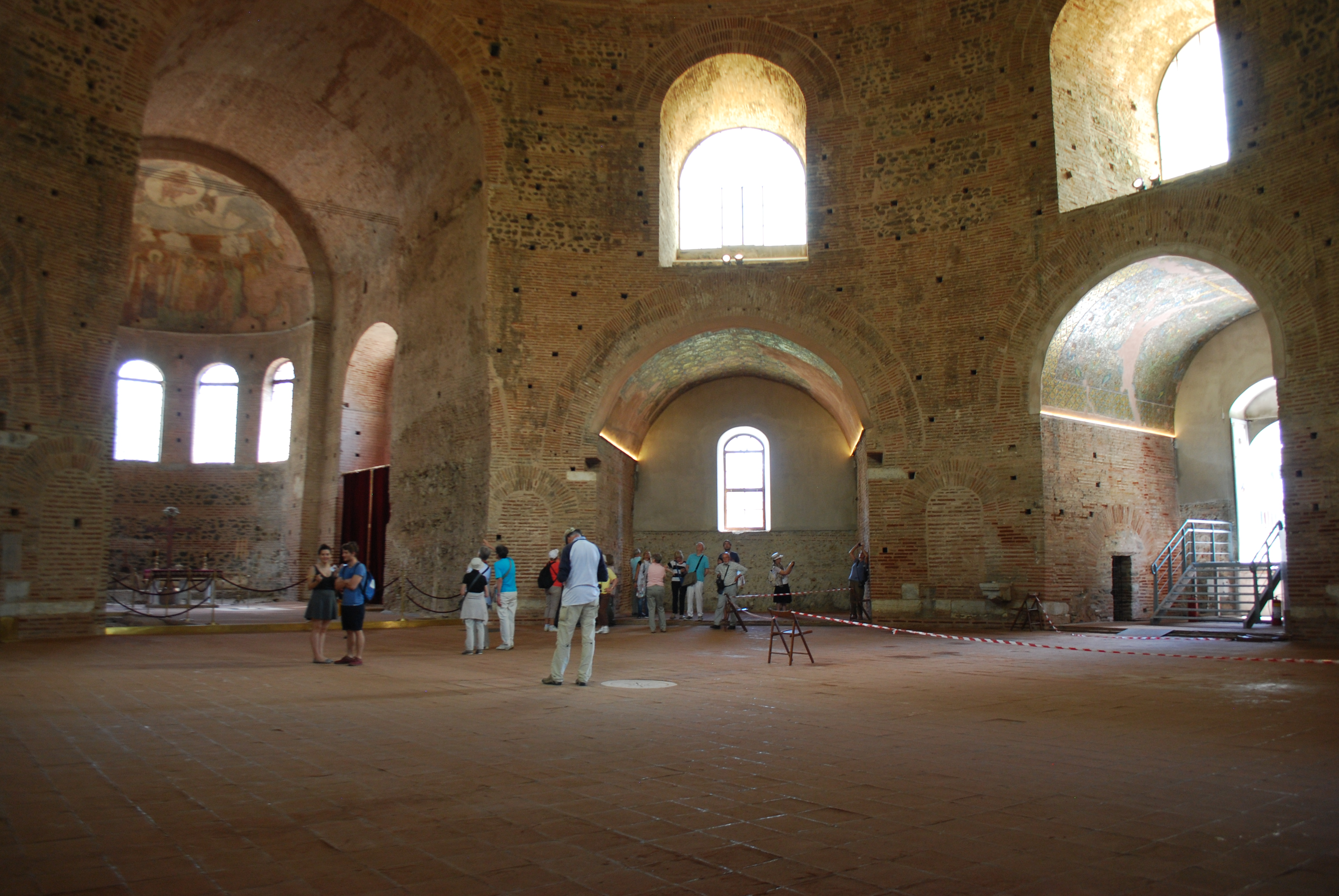
Rotunda sv. Jiří, interiér
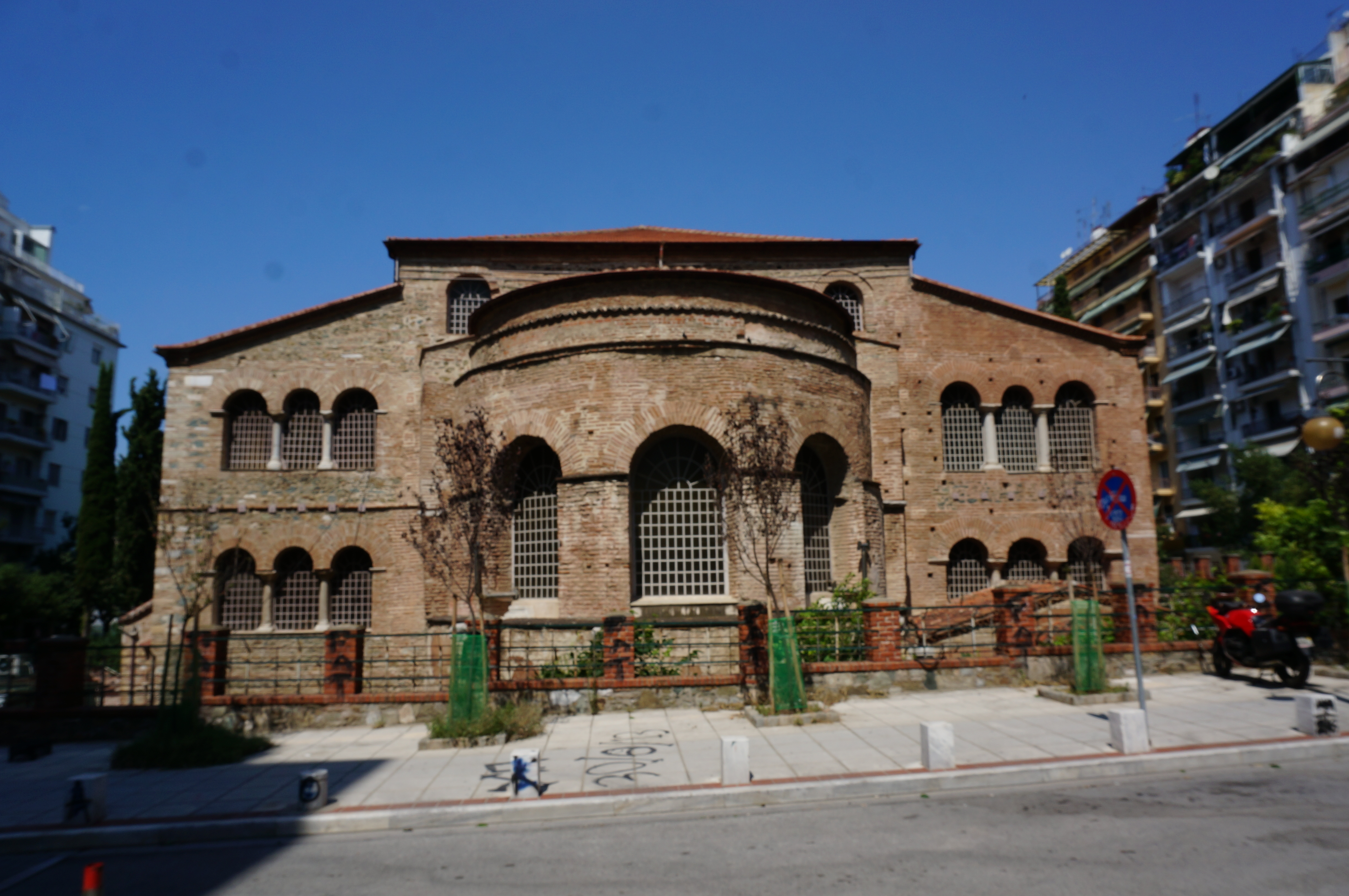
Chrám Acheiropoiétos
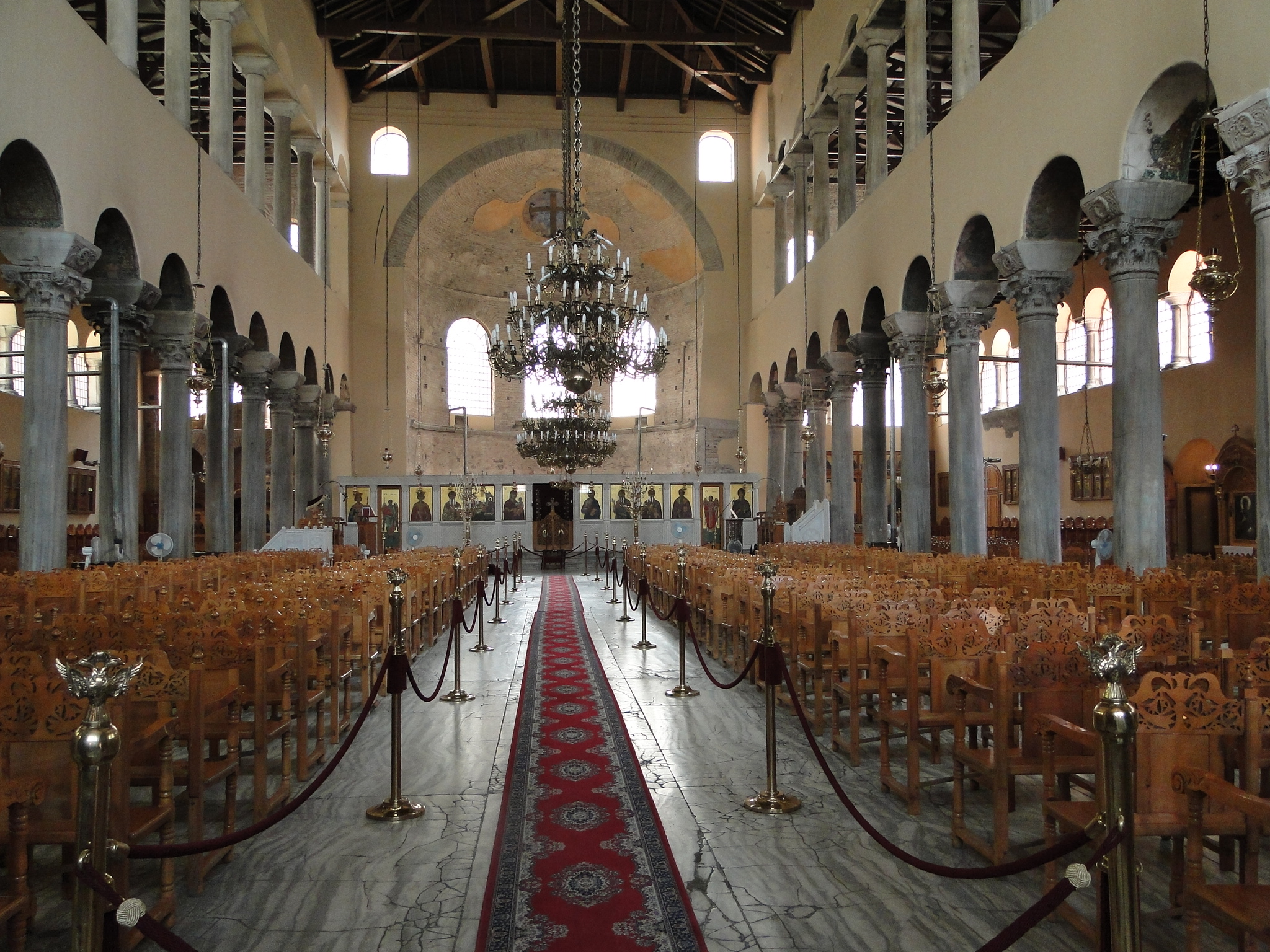
Chrám Acheiropoiétos, interiér
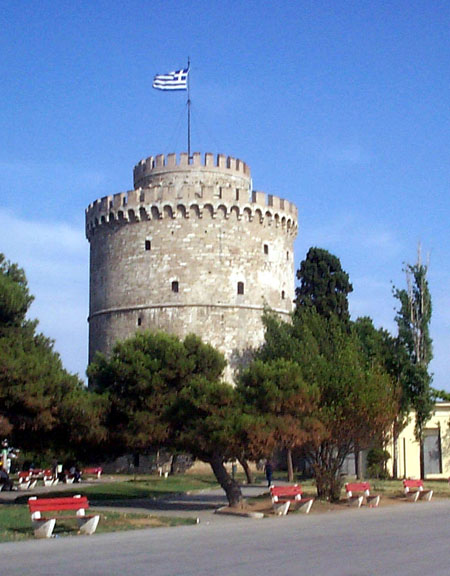
Bílá věž
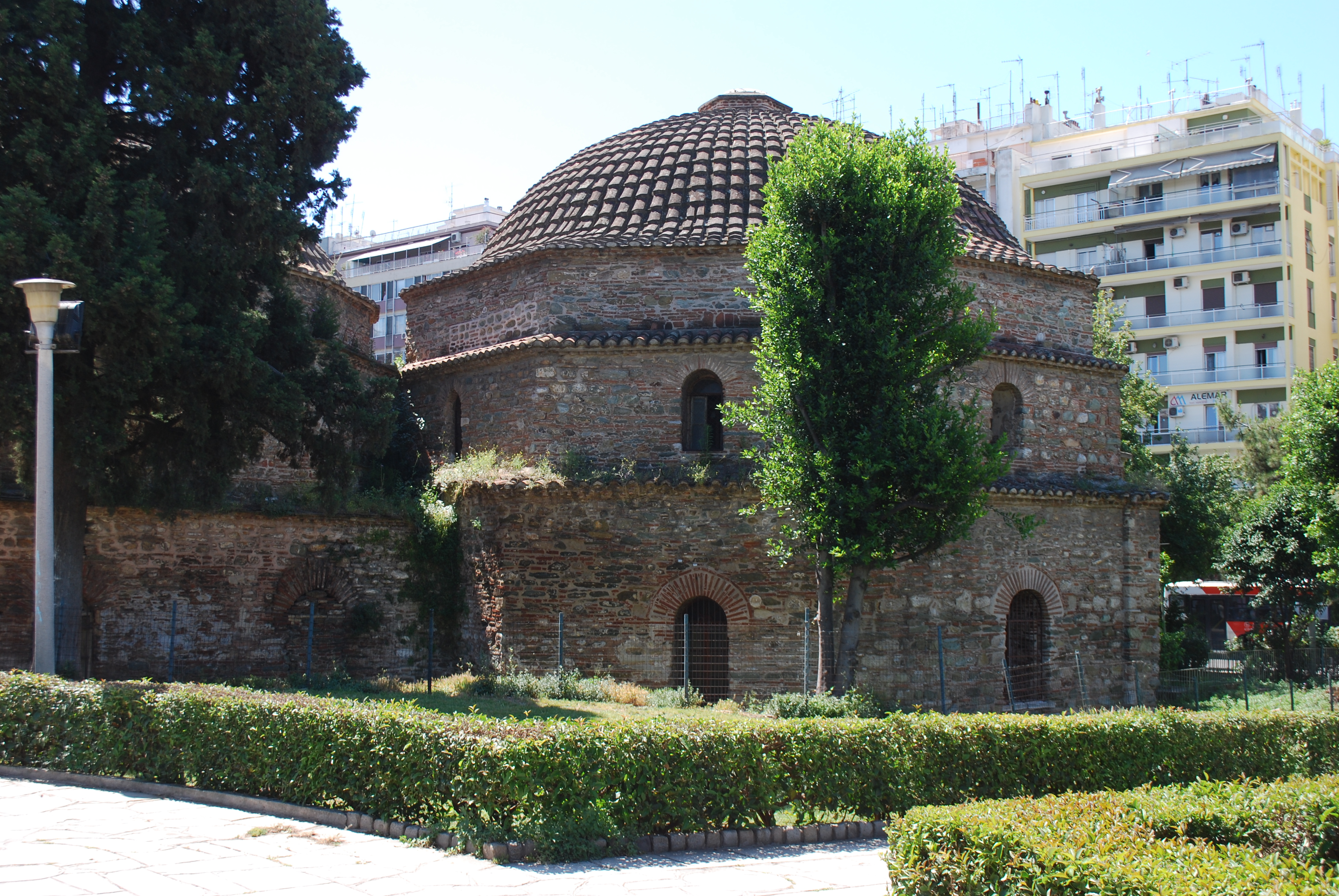
Lázně Bey Hamam
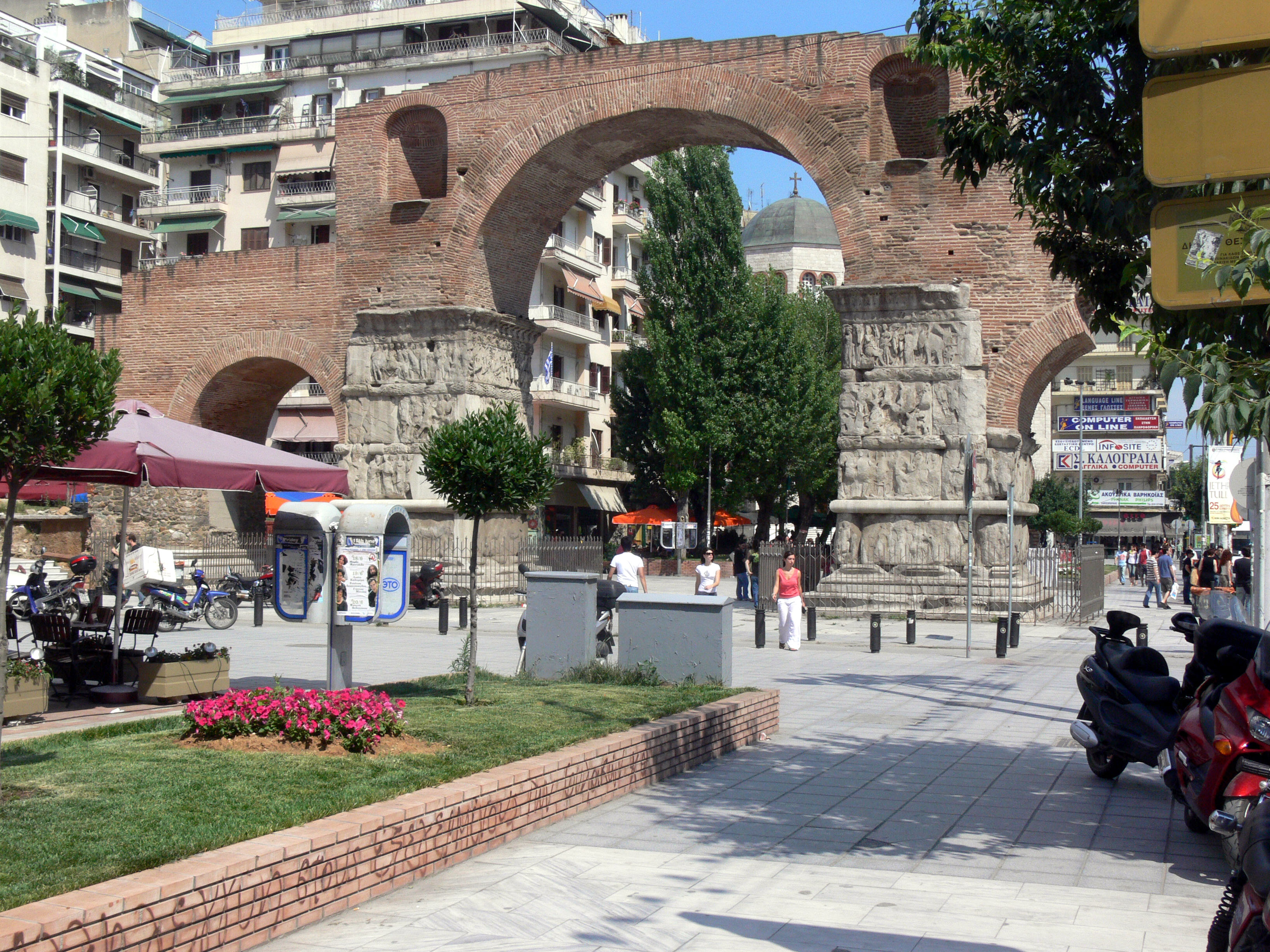
Galeriův triumfální oblouk
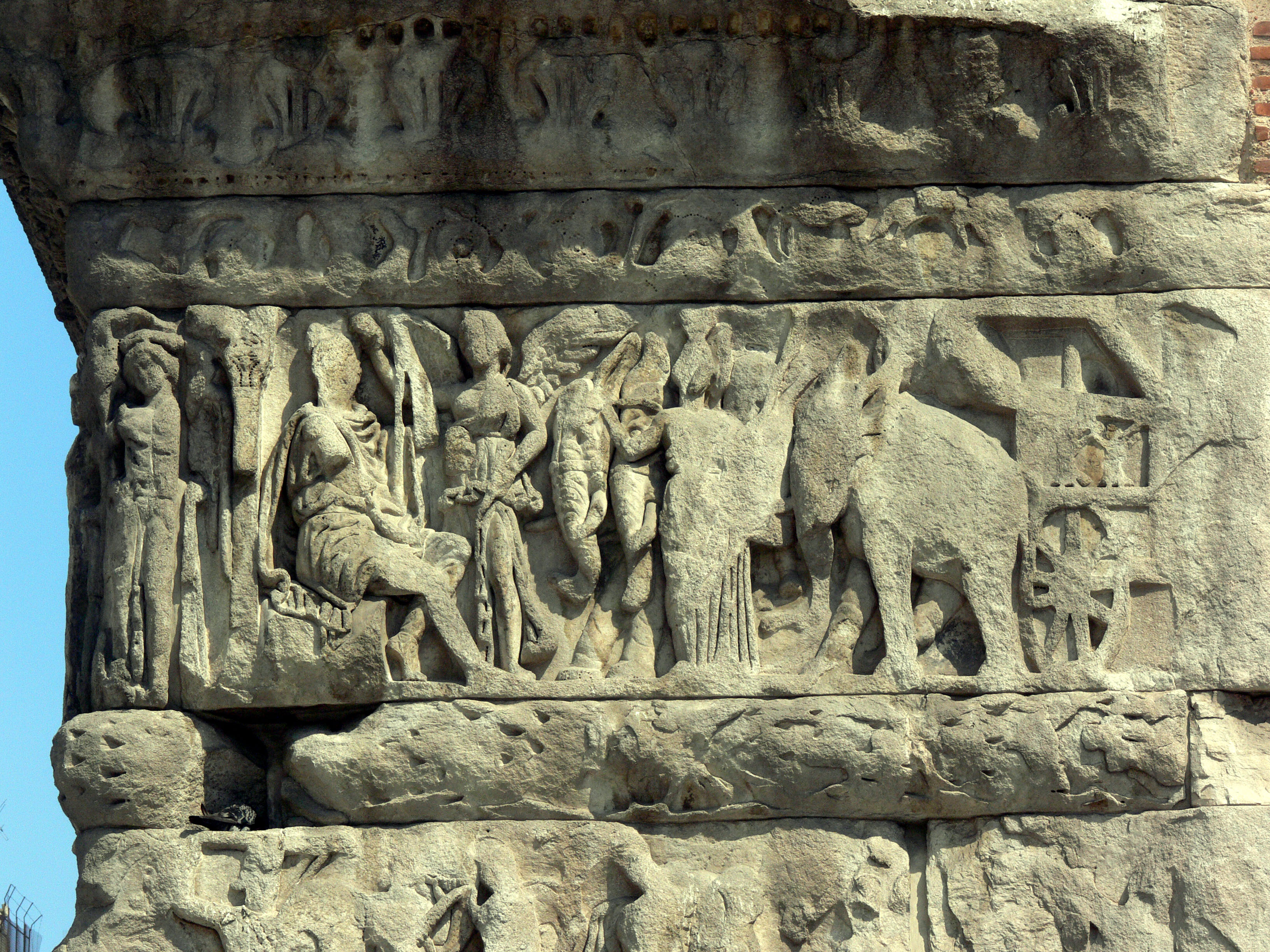
Reliéfy Galeriova oblouku
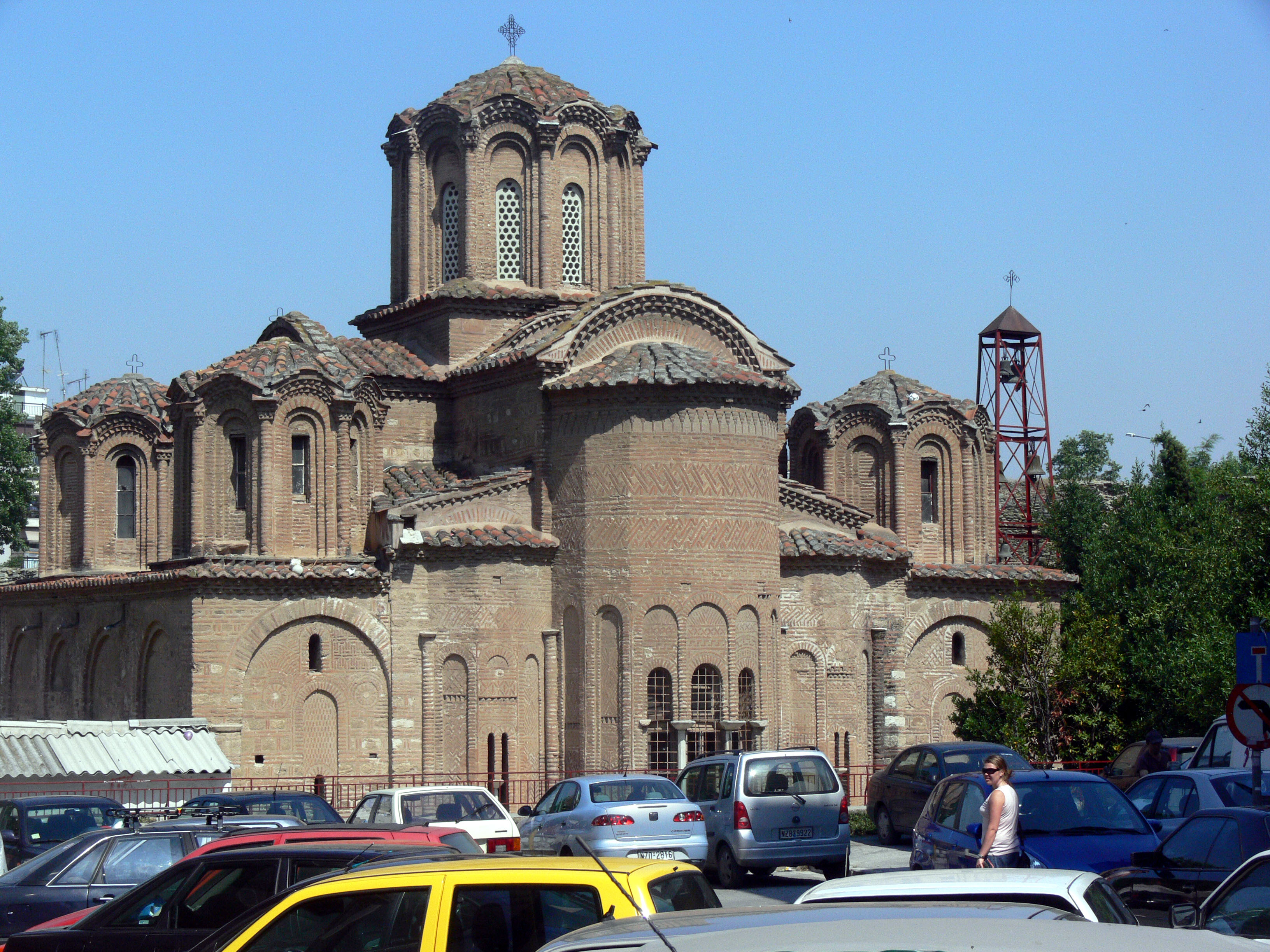
Chrám Dvanácti apoštolů
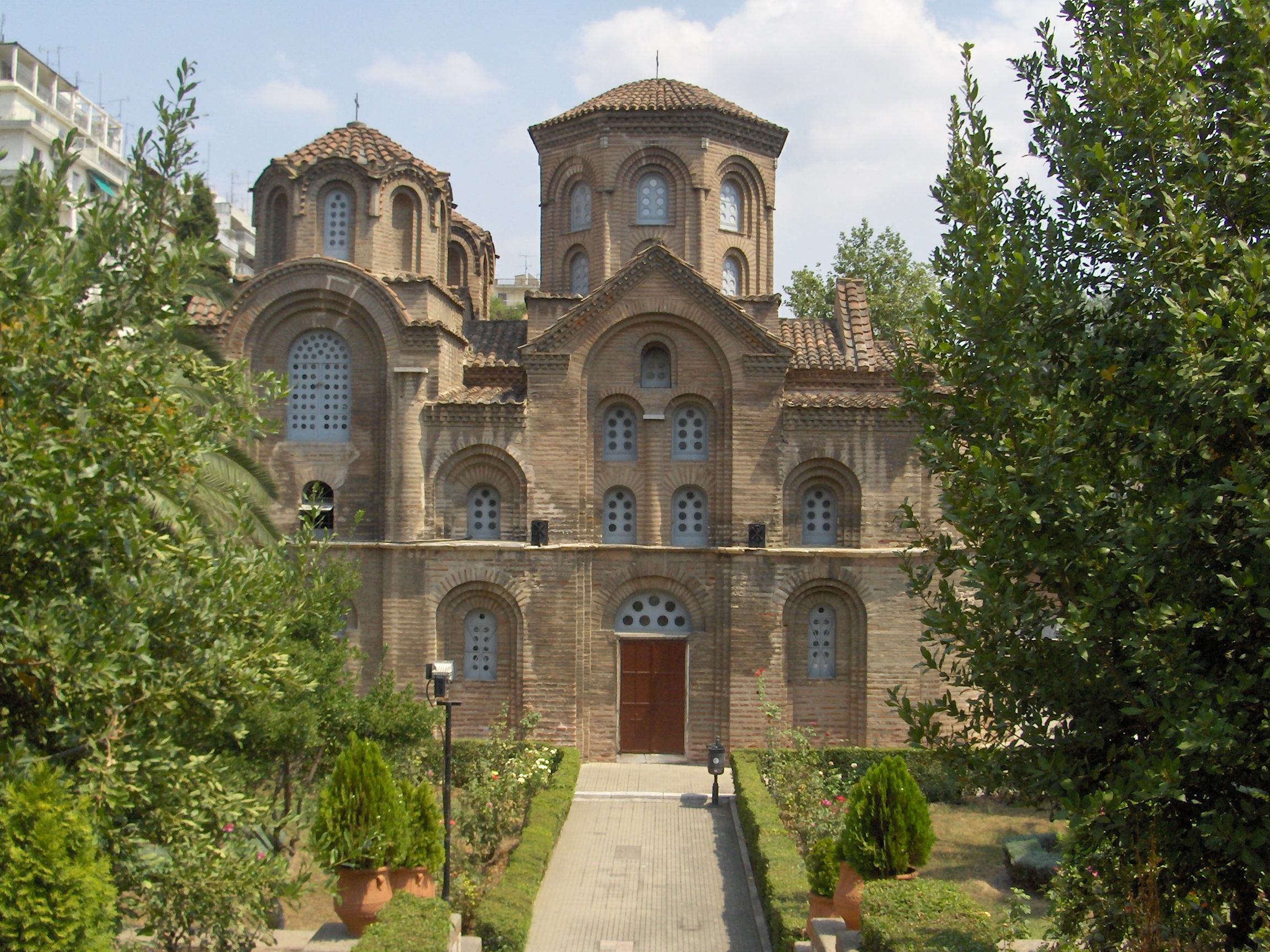
Chrám Panagia Chalkeon
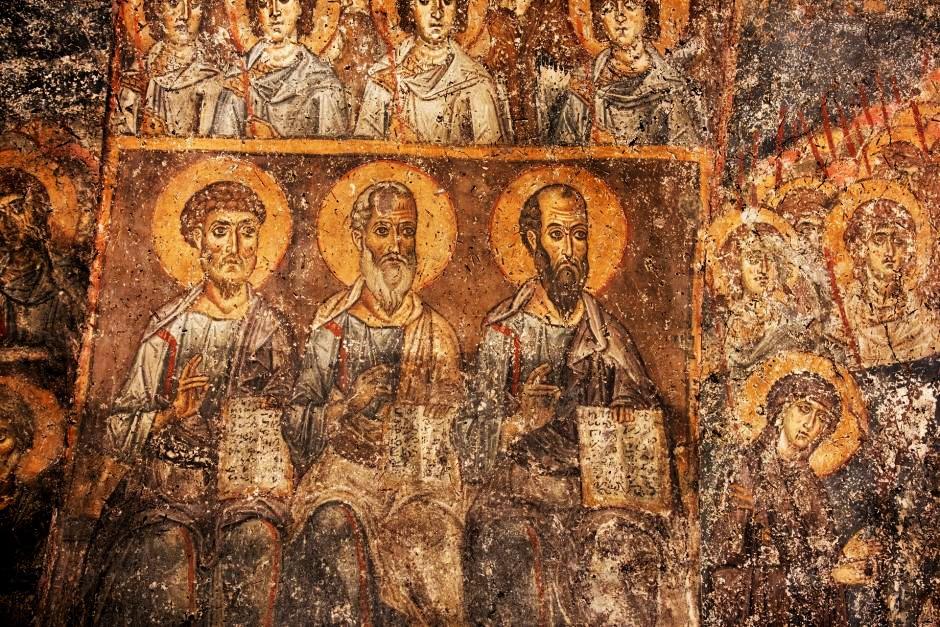
Chrám Panagia Chalkeon, freska (14. stol.)
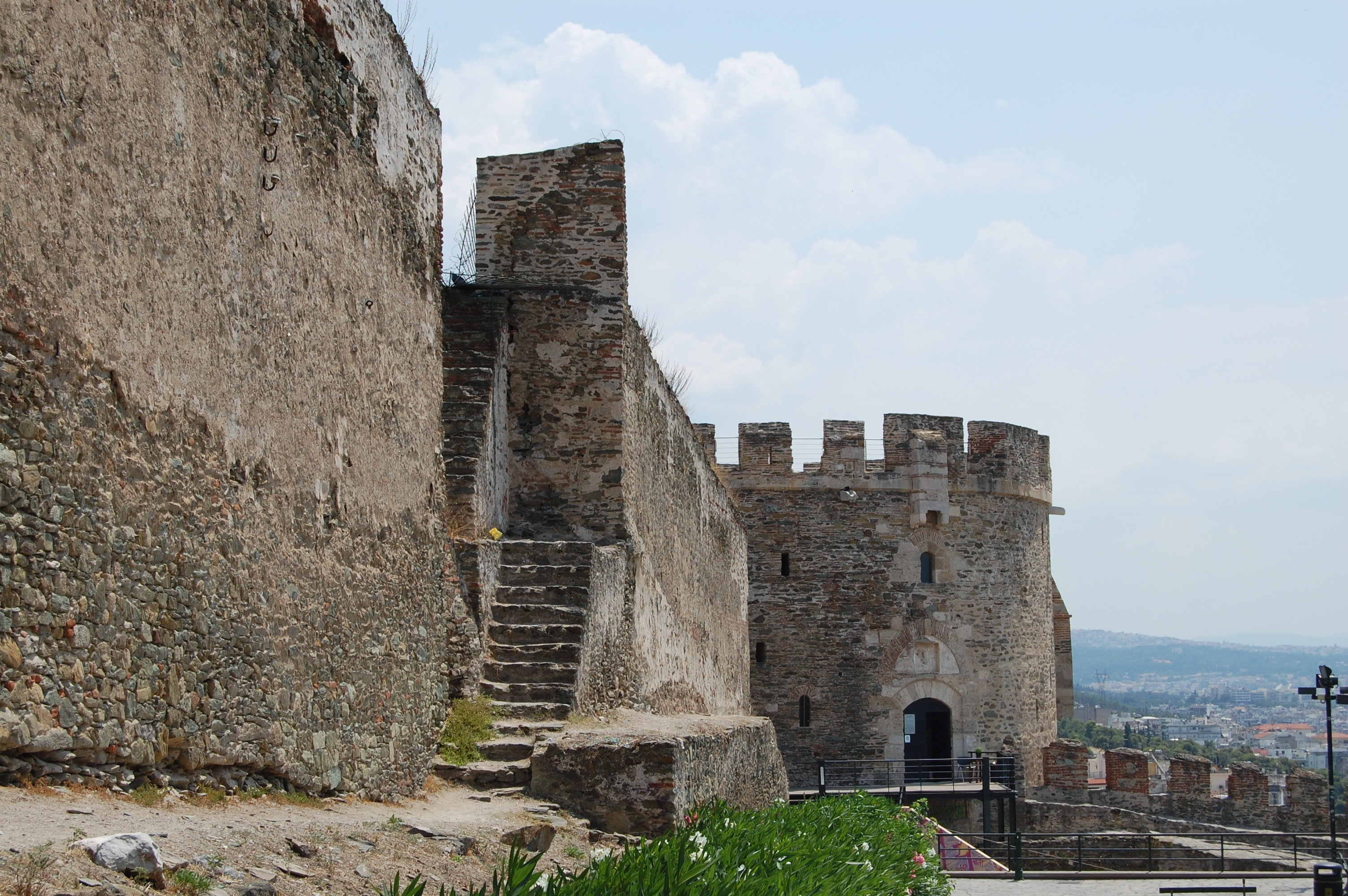
Byzantské hradby
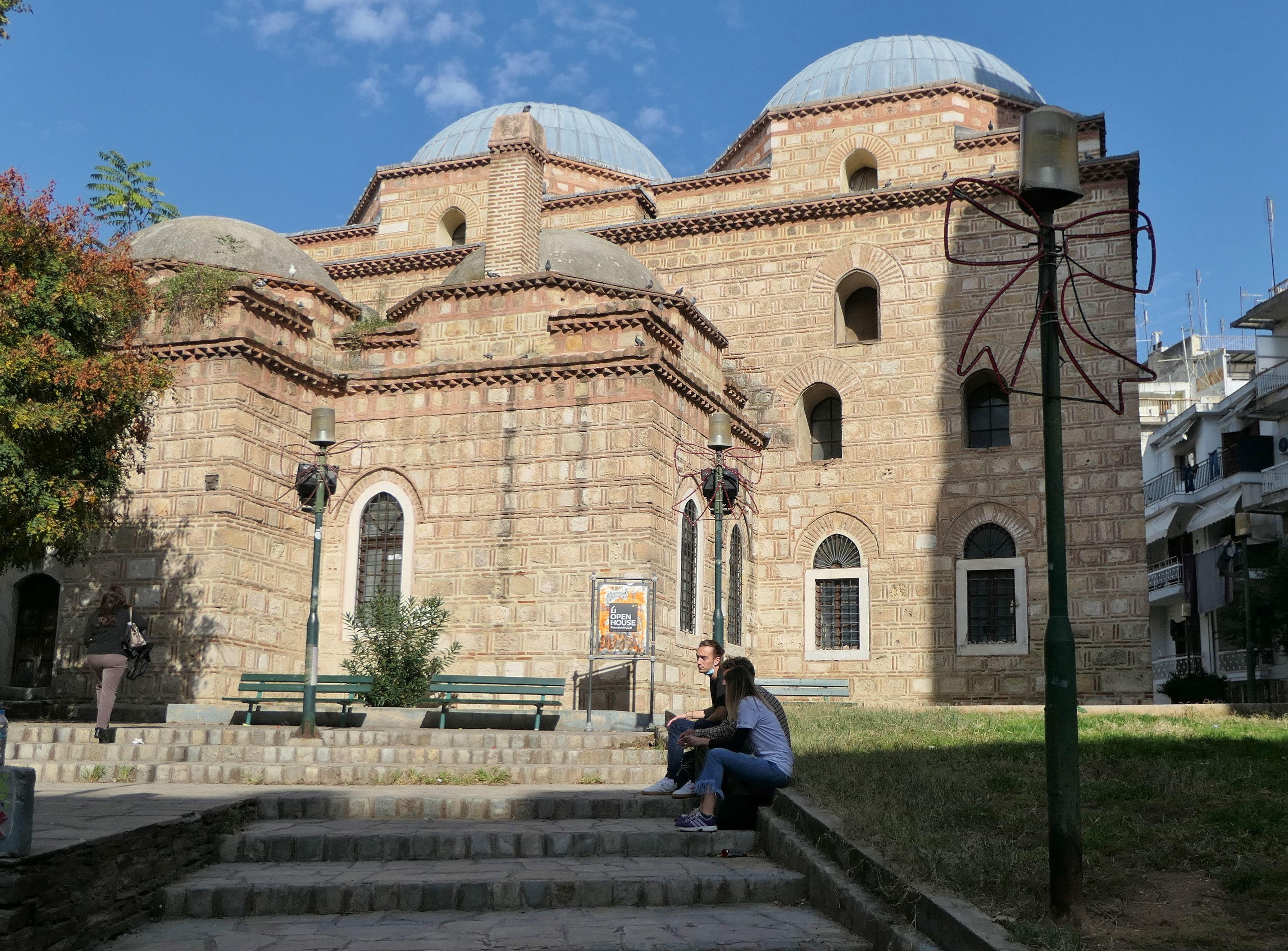
Mešita Alatza Imaret
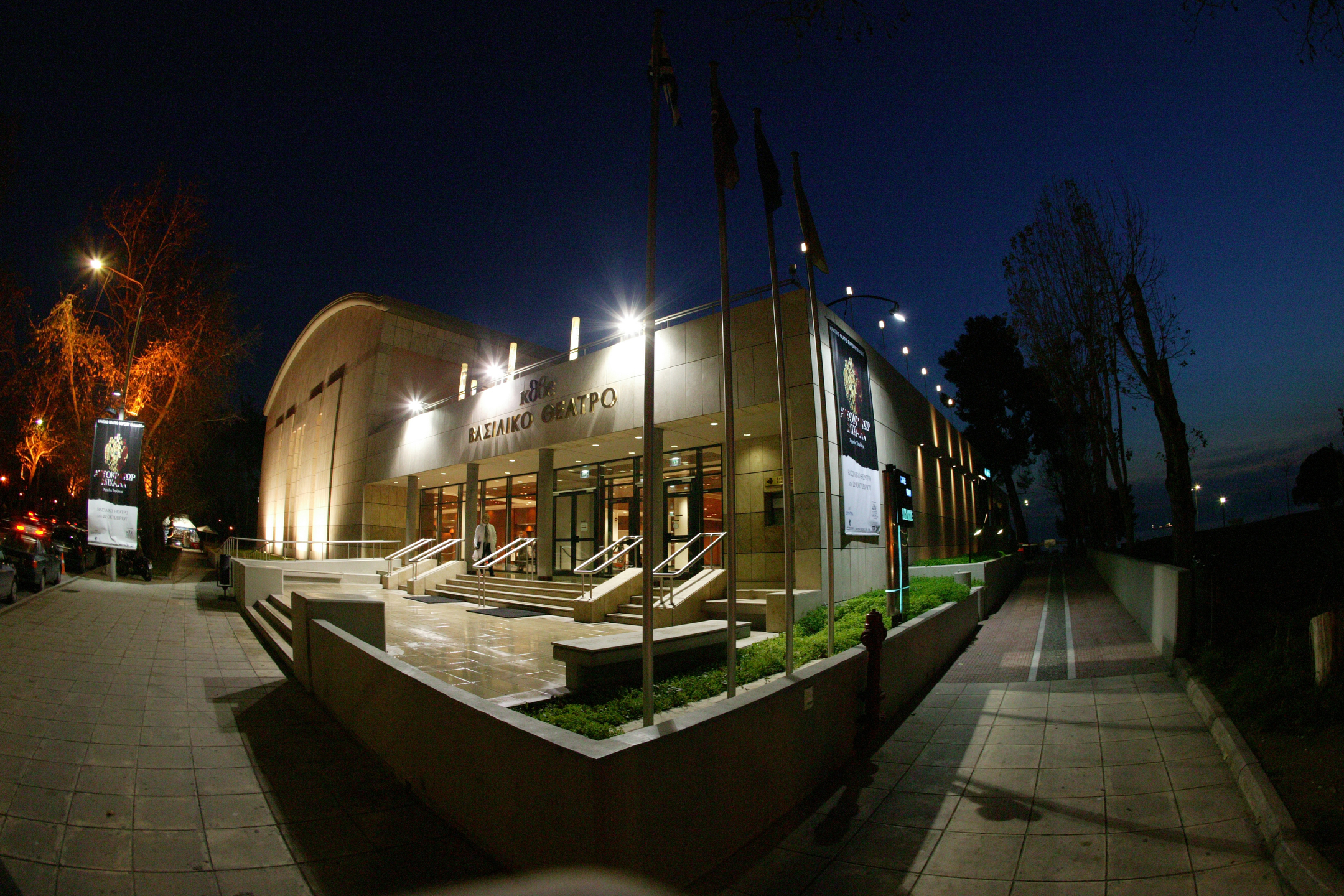
Královské divadlo